# مونتگومری (ایندیانا)
مونتگومری (به انگلیسی: Montgomery) یک منطقهٔ مسکونی در ایالات متحده آمریکا است که در شهرستان دیویس، ایندیانا واقع شده‌است. مونتگومری ۴٫۳۱ کیلومتر مربع مساحت و ۷۹۲ نفر جمعیت دارد و ۱۶۱ متر بالاتر از سطح دریا واقع شده‌است.